# Sierra del Gallego
La  Sierra del Gallego es el nombre regional que toma en el municipio de Córdoba principalmente, parte de la Sierra Madre Oriental. Toma el nombre debido a la congregación asentada en la mayor parte de esta serranía (7 km del centro de Córdoba).
Abarca las comunidades de Lagunilla, El Bajío, Ojo de Agua, Paredones, San José Loma Grande, Santa María Loma Grande, Loma Chica, San Pedro y anexas, Tinajitas, Matlaquiahuitl, así como otras que pertenecen a otras congregaciones, incluso al municipio de Ixhuatlán del Café, pero que quedan englobadas en la misma sierra, como Guzmantla, Plan de Ayala, Acayotla, Rancho Quemado, Cervantes y Lozada, San Bartolo, entre otras.
- Datos: Q6128021